# آلسید دو اوربینجی
آلسید دو اوربینجی (انگلیسی: Alcide d'Orbigny)؛ (۶ سپتامبر ۱۸۰۲ – ۳۰ ژوئن ۱۸۵۷) دانشمند فرانسوی بود که در بسیاری از زمینه‌ها از جمله جانورشناسی (شامل نرم‌تن‌شناسی)، دیرینه‌شناسی، زمین‌شناسی، باستان‌شناسی و انسان‌شناسی نقش مهمی ایفا کرد. وی در لوآر-آتلانتیک به دنیا آمد و پسر یک پزشک و طبیعی‌دان آماتور بود. خانواده او در سال ۱۸۲۰ به لا روشل نقل‌مکان کردند، جایی که علاقه او به تاریخ طبیعی به هنگام مطالعه جانوران دریایی و به خصوص موجودات میکروسکوپی که وی آنها را روزن‌داران نام‌گذاری کرد، توسعه یافت. در پاریس او شاگرد زمین‌شناسی به نام پیر لویی آنتوان کوردیه (۱۷۷۷ - ۱۸۶۱) و ژرژ کوویه بود. او تمام مدت عمر خود نظریه کوویه را دنبال کرد و با لامارکیسم مخالف باقی ماند.